# جون ميرتون ألدريش
جون ميرتون ألدريش (بالإنجليزية: John Merton Aldrich)‏ هو عالم حشرات وعالم حيوانات أمريكي، ولد في 28 يناير 1866 في مقاطعة أولمستيد في الولايات المتحدة، وتوفي في 27 مايو 1934.